# Stegana fumipennis
Stegana fumipennis är en tvåvingeart som först beskrevs av Günther Enderlein 1922.  Stegana fumipennis ingår i släktet Stegana och familjen daggflugor. Inga underarter finns listade i Catalogue of Life.